# STS–49

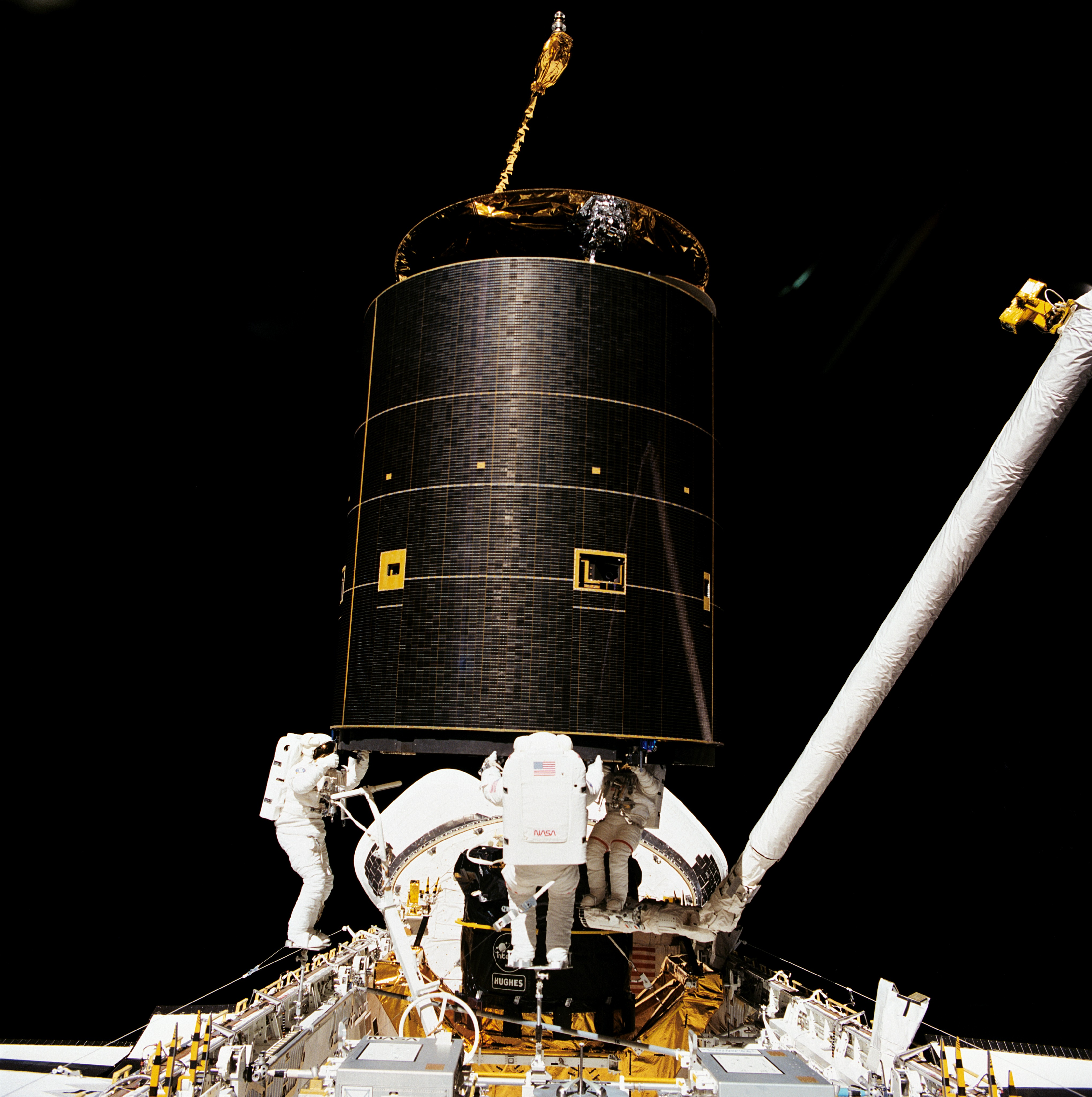
Az Intelsat műhold javítása

Az STS–49 az amerikai űrrepülőgép-program 47., az Endeavour űrrepülőgép első repülése.

## Küldetés
Alapvető feladat volt tesztelni az űrrepülőgép működését, illetve megjavítani az Intelsat VI (F–3) műholdat.

## Jellemzői
A beépített kanadai Canadarm (RMS) manipulátor kart 50 méter kinyúlást biztosított (műholdak indítás/elfogása, külső munkák [kutatás, szerelések], hővédőpajzs külső ellenőrzése) a műszaki szolgálat teljesítéséhez.

### Első nap
1992. május 4-ére tervezett indítást rossz időjárási viszonyok miatt, május 7-én a szilárd hajtóanyagú gyorsítórakéták, Solid Rocket Booster(SRB) segítségével Floridából, a Cape Canaveral (KSC) Kennedy Űrközpontból, a LC39–B (LC–Launch Complex) jelű indítóállványról emelkedett a magasba. Az orbitális pályája 90,6 perces, 28,3 fokos hajlásszögű, elliptikus pálya perigeuma 268 kilométer, az apogeuma 341 kilométer volt. Felszálló tömeg indításkor 116 390 kilogramm, leszálló tömeg 91 214 kilogramm. Szállított hasznos teher 14 618 kilogramm
Az űrrepülőgép eredeti programját kettő nappal megtoldották az Intelsat VI F–3 visszanyerési csúszása miatt. Az űrszolgálat újra bizonyította, a tartós űrszerelési (karbantartási) műveletek lehetőségeit. Többféle szerelést segítő eszközt próbáltak ki, megállapítva, hogy az űrruha és kesztyűje megfelelő módon segítette a munkálatok végzését.
Az űrutazás számos rekordot állított fel 
1. az Endeavour űrrepülőgép első repülése,
2. az első űrséta (kutatás, szerelés) EVA három fővel,
3. a leghosszabb űrséta (EVA) történt 8 óra és 29 perc időtartamban (megdöntve STS–102),
4. a második leghosszabb űrséta (EVA) történt 7 óra 44 perc időtartamban (megdöntve STS–61),
5. első alkalommal történt négy űrséta (EVA),
6. egy űrszolgálat alatt a legtöbb időtartamú űrséta (EVA): 25 óra és 27 perc (megdöntve STS–61),
7. első alkalom, hogy három űrsétát (EVA) végeztek egy keringő műhold visszanyeréséhez,
8. első alkalommal fordult elő (rossz időjárás miatt) kényszerleszállási műveletek bevezetésére. Egy 9 méter átmérőjű kísérleti csúszda, a drag került telepítésre, közvetlenül a földtérés után a főfutó és orrfutó elé, elősegítendő az űrhajó lelassulását.

## Hasznos teher
1. Protein Crystal Growth (PCG) – az University of Alabama (Birmingham) kereskedelmi megrendelésére gyógyszeralapanyag gyártás végeztek,
2. Commercial Protein Crystal Growth (CPCG) – az új technikai eszköz a mesterséges intelligenciát használta a gyógyszeralapanyagok készítéséhez,
3. Ultraviolet Plume Instrument (UVPI) – az űrrepülőgép hajtóműveinek ellenőrző méréseit végezte,
4. Air Force Maui Optical Site (AMOS) – radar- és optikai megfigyelések elősegítése, a földi egységek kalibrálásának biztosítása

### Műhold
Az (Intelsat VI F–3; Intelsat 603 vagy IS–603) távközlési műholdat a Commercial-Titan-3 (Orbus-21S) hordozórakéta 1990. március 14-én a Cape Canaveral (KSC) indítóhelyről emelte magasba. A második fokozat hajtóművének technikai hibája miatt alacsony Föld körüli pályán marad. Az INTELSAT vállalt szerződést kötött a NASA Űrhajózási Hivatalával, hogy a Space Shuttle program keretében az űrhajósok javítsák meg űreszközét. A Canadarm (RMS) manipulátor kar segítségével a harmadik napi kísérlettel – Pierre Joseph Thuot kis kézi rásegítésével – visszanyerték az Intelsat VI (F–3) kommunikációs műholdat. A legénység négy űrséta során új hajtóművel szerelte fel az űregységet, illetve elvégezte az ellenőrző méréseket. A 3. űrséta ( kutatás, szerelés) alatt végrehajtották a világ első hármas – és az addig valaha volt leghosszabb (8 óra 29 perc) – űrbeli tartózkodást. Az űrsétával megdöntötték az Apollo–17 űrhajósok húszéves rekordját. A javítást követően műholdat pályairányba állították, az űrrepülőgép 13-16 kilométerre eltávolodott. A műholdat a 60 perc múlva, a kicserélt és automatikusan induló folyékony üzemanyagú R–4D–12 főmotor sikeresen megemelte, majd a második R–4D–12 motor 1992. május 21-én sikeresen geoszinkron pályába emelte. Kapacitására jellemző, hogy 9 000 távbeszélő csatorna és 12 televíziós csatorna munkáját segíti. Barcelonából, az 1992. évi nyári olimpiai játékokról sikeresen teljesítette a televíziós közvetítést.
Az orbitális egység pályája 1440 perces, 34,5 fokos hajlásszögű, elliptikus pálya perigeuma 35 776 kilométer, az apogeuma 35 797 kilométer volt. Hasznos tömege 4215 kilogramm. Nyitott állapotban az átmérője 11,7 méter, magassága 17,5 méter. Éjszakai (földárnyék) energiaellátását 2 darab NiCd (kémiai) akkumulátorok biztosították. Tervezett élettartama 13 év.
2013 januárjában távolították el pályájáról, belépett a légkörbe és megsemmisült.

#### Űrséták
(zárójelben a dátum és az időtartam)
- EVA 1: Thuot és Hieb (1992. május 10., 3 óra 43 perc)
- EVA 2: Thuot és Hieb (1992. május 11., 5 óra 30 perc)
- EVA 3: Thuot, Hieb és Akers (1992. május 13., 8 óra 29 perc)
- EVA 4: Thronton és Akers (1992. május 14., 7 óra 44 perc)

#### Nyolcadik nap
1992. május 16-án Kaliforniában az Edwards légitámaszponton (AFB) szállt le. Összesen 8 napot, 21 órát, 17 percet és 38 másodpercet töltött a világűrben. 5 948 165 kilométert (3 696 019 mérföldet) repült, 133 alkalommal kerülte meg a Földet. Egy különlegesen kialakított Boeing 747 tetején május 30-án visszatért kiinduló bázisára.

## Személyzet
(zárójelben a repülések száma az STS–49 küldetéssel együtt)
- Daniel Brandenstein (4), parancsnok
- Kevin Chilton (1), pilóta
- Pierre Thuot (2), küldetésfelelős
- Kathryn Thornton (2), küldetésfelelős
- Richard Hieb (2), küldetésfelelős
- Thomas Dale Akers (2), küldetésfelelős
- Bruce Melnick (2), küldetésfelelős

### Visszatérő személyzet
- Daniel Charles Brandenstein(4), parancsnok
- Kevin Chilton (1), pilóta
- Pierre Joseph Thuot (2), küldetésfelelős
- Kathryn Thornton (2), küldetésfelelős
- Richard James Hieb (2), küldetésfelelős
- Thomas Dale Akers (2), küldetésfelelős
- Bruce Edward Melnick (2), küldetésfelelős